# 宾格尔省
宾格尔省（土耳其語：Bingöl ili）是位于土耳其东部的一个省，于1946年从埃拉泽省脱离而成立的，面積8,125平方公里，首府宾格尔。